# Goupil & Cie

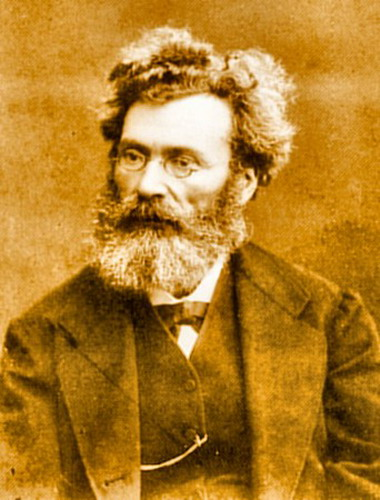
Jean-Baptiste Adolphe Goupil (1806-1893)

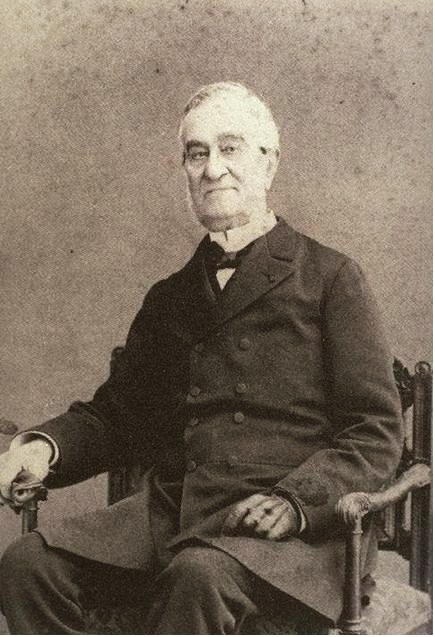

Goupil & Cie è una casa d'aste internazionale, commerciante di arte contemporanea e oggetti da collezione. Jean-Baptiste Adolphe Goupil la fondò nel 1850.

## Storia

### Origine
La casa Adolphe Goupil fu fondata nel 1827, poi in società con Henry Rittner nel 1829, quando l'editore Adolphe Goupil e il commerciante di stampe Henry Rittner s'incontrano grazie all'intermediazione del pittore di paesaggi marini Charles Mozin e s'associano per consacrarsi all'impressione e all'edizione di stampe originali (incisioni e litografie) al boulevard Montmartre a Parigi. Grazie alla famiglia di Rittner, residente a Dresda, la compagnia assume già dall'inizio una portata internazionale.
Passo dopo passo, Goupil sviluppò un mercato mondiale di riproduzioni di opere pittoriche e scultoree: una rete con filiali a Londra, Bruxelles, L'Aia, Berlino e Vienna, così come a New York e Australia. Una così grande espansione è determinata dagli ateliers fotografici e dal primo laboratorio insediato nel 1869 ad Asnières, allora piccolo borgo a nord di Parigi. 
L'ideatore dell'innovativo sistema di divulgazione dell'opera d'arte è stato Adolphe Goupil (1806–1893), coadiuvato dalla figlia Marie, sposata con l'artista Jean-Léon Gérôme.
Adolphe Goupil, dapprima soltanto fabbricante, editore e mercante di stampe, diventa il committente - acquirente di costosi dipinti, realizzati esclusivamente per essere riprodotti, con le più moderne tecniche di stampa, in formati diversi in modo tale da soddisfare le esigenze della piccola e media borghesia il cui status economico non è ancora sufficientemente consolidato per poter sostenere l'acquisto di un quadro originale. La Maison Goupil di Parigi, con le sue numerose filiali aperte nelle principali città europee e d'oltreoceano, diventa, quindi, una sorta di arbiter elegantiae e di dittatrice del gusto borghese in pieno clima Belle Époque.

## Presenza globale nel XIX e XX secolo
- Parigi - 9 Rue Chaptal (amministrazione, galleria di dipinti e magazzini)
- Parigi - 19 Boulevard Montmartre. Fu in Boulevard Montmartre (originariamente n. 12 e 15) che Adolphe Goupil iniziò la sua attività. Il numero 19 divenne un semplice locale di vendita quando l'amministrazione fu trasferita in Rue Chaptal. Dal 1881 questo ramo è stato gestito da Theo van Gogh.
- Parigi - 2 Place de l'Opéra. La principale sala di vendita di Goupil fondata nel 1870
- New York - 289 Broadway. Istituito nel 1848.
- L'Aia - Plaats 14, dal 1861 e trasferita nel 1880 a Plaats 20. Fondata nel 1830 da Vincent van Gogh su Spuistraat, la galleria fu trasferita a Plaats 14, nel 1861, quando combinata con Goupil
- Bruxelles - 58 Rue Montagne de la Cour / Hofberg 58. Fondato nel 1865 da H. W. van Gogh; dopo il suo pensionamento questa filiale è stata gestita da V. Schmidt.
- Londra - Istituito da Ernest Gambart. 17 Southampton Street. Si trasferì al 25 di Bedford Street, Strand nel 1875 quando Goupil & Cie rilevò Holloway & Sons e i loro salerooms. Il manager di Goupil a Londra era in quel momento Charles Obach.
- Berlino - Charlottenstrasse 63

## Goupil & Cie nel XXI secolo
Oggi, Goupil & Cie è specializzata in arte moderna e contemporanea, nonché in prodotti di lusso ed eccezionali. Le vendite e le aste sono organizzate principalmente online.